# Tennis en fauteuil roulant aux Jeux paralympiques d'été de 2008
Navigation
Athènes 2004 Londres 2012
La compétition de tennis en fauteuil roulant des Jeux paralympiques d'été de 2008 se déroule du 8 août 2008 au 15 août 2008 au Olympic Green Tennis Center de Pékin.

## Classification
Les joueurs ont été classés selon le type et l'étendue de leur handicap. Le système de classification a permis aux joueurs de s'affronter contre les autres avec le même niveau de fonction. Pour soutenir la concurrence dans le tennis en fauteuil roulant, les athlètes doivent avoir une perte importante ou totale de la fonction dans l'une ou les deux jambes. Les joueurs tétraplégiques concourent dans des épreuves mixtes, tandis que les joueurs paraplégiques (avec plein usage de leurs bras) ont participé à des épreuves séparées masculines et féminines.

## Résultats
| Épreuve          | Or                                | Argent                         | Bronze                               |
| ---------------- | --------------------------------- | ------------------------------ | ------------------------------------ |
| Simple messieurs | Shingo Kunieda                    | Robin Ammerlaan                | Maikel Scheffers                     |
| Double messieurs | Stéphane Houdet Michaël Jeremiasz | Stefan Olsson Peter Wikström   | Shingo Kunieda Satoshi Saida         |
| Simple dames     | Esther Vergeer                    | Korie Homan                    | Florence Gravellier                  |
| Double dames     | Korie Homan Sharon Walraven       | Jiske Griffioen Esther Vergeer | Florence Gravellier Arlette Racineux |
| Simple quad      | Peter Norfolk                     | Johan Andersson                | David Wagner                         |
| Double quad      | Nicholas Taylor David Wagner      | Boaz Kramer Shraga Weinberg    | Jamie Burdekin Peter Norfolk         |

### Tableau des médailles
| Rang  | Nation          | Or | Argent | Bronze | Total |
| ----- | --------------- | -- | ------ | ------ | ----- |
| 1     | Pays-Bas        | 2  | 3      | 1      | 6     |
| 2     | France          | 1  | 0      | 2      | 3     |
| 3     | Japon           | 1  | 0      | 1      | 2     |
| 3     | États-Unis      | 1  | 0      | 1      | 2     |
| 3     | Grande-Bretagne | 1  | 0      | 1      | 2     |
| 6     | Suède           | 0  | 2      | 0      | 2     |
| 7     | Israël          | 0  | 1      | 0      | 1     |
| TOTAL | TOTAL           | 6  | 6      | 6      | 18    |